# 拉马德莱娜
拉马德莱娜（法語：La Madeleine，發音：[la madlɛn] ⓘ）是法国上法兰西大区北部省里尔区的市镇，位于该省中部偏西北，里尔市区北部，是里尔欧洲都会区的一部分，面积2.84平方千米，2022年1月1日人口为22,161人。

## 地理
拉马德莱娜（50°39'19"N, 3°4'13"E）面积2.84平方千米，位于法国上法蘭西大區北部省，该省份为法国最北部的省份及最长的省份，西北濒北海，西接加来海峡省，南至埃纳省和索姆省，东与比利时接壤。
与拉马德莱娜接壤的市镇（或旧市镇、城区）包括：马凯特莱里尔、里尔、马克昂巴勒尔、圣安德烈莱里尔。
拉马德莱娜的时区为UTC+01:00、UTC+02:00（夏令时）。

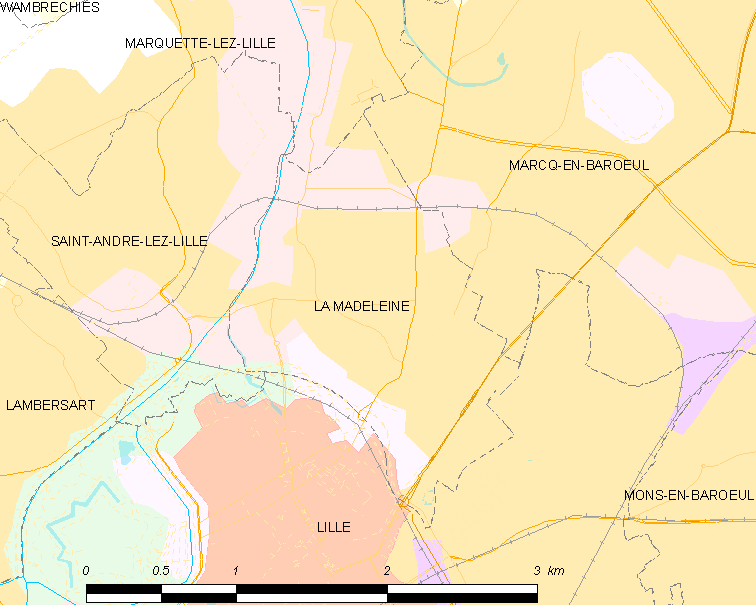
拉马德莱娜的OSM定位图

## 行政
拉马德莱娜的邮政编码为59110，INSEE市镇编码为59368。

## 政治
拉马德莱娜所属的省级选区为里尔第一县。

## 人口

1962-2008年间拉马德莱娜人口变化图示

拉马德莱娜于2022年1月1日时的人口数量为22161人。

## 友好城市
- 德国 卡尔斯特